# 城巴6號線
城巴6線是香港一條來往赤柱市集和中環（交易廣場）的巴士路線，是赤柱居民來往灣仔和中環的路線，亦是港島區老牌巴士路線之一。是現時唯一每天全日途經黃泥涌峽道至香島道之間的一段淺水灣道的巴士路線。
本路線於城巴6X線的服務時段外加經舂坎角和馬坑邨而不經赤柱峽，於城巴66線的服務時段外加經馬坑邨。

## 歷史
- 20年代初期：上海大酒店營辦一條沒有編號的路線，往來中環（畢打街）及淺水灣。
- 1933年6月11日：配合專營權生效，由中巴營辦此路線，並賦予編號6，總站遷往皇家碼頭。
- 1934年：配合渡輪服務重整，總站遷往油蔴地碼頭。
- 1937年5月1日：總站延長至赤柱。
- 1941年12月：因日軍佔領香港而停止服務。
- 1942年1月25日：日佔時期，日軍提供與戰前6號線路線相若的4號綫服務。
- 1942年10月：來往油麻地碼頭及赤柱之間的服務改為3號綫，由香港自動車運送會社營辦。
- 1943年8月12日：為節省燃油以及巴士日久失修的關係，總站由油麻地碼頭縮短至灣仔莊士敦道。
- 1946年4月19日：恢復本線服務，但改為只於星期六及假日提供服務。
- 1946年5月12日：改為往來統一碼頭及淺水灣。
- 1946年後期：每日服務。
- 1947年3月16日：總站遷往赤柱村。
- 1970年8月18日：提供雙層巴士服務。
- 1972年9月11日：總站遷往中環總站及赤柱監獄。但由於該總站細小的關係，當時赤柱監獄總站只作為調頭之用，車務上的真正總站仍然為赤柱村。
- 1985年2月1日：總站遷往中環（交易廣場）   。
- 約1986年：星期五上下午設有一班往中環（交易廣場）或赤柱炮台的特別班次。
- 1991年年中：配合6A線投入服務，取消特別班次。
- 1992年3月30日：平日晚間部份班次繞經舂坎角。
- 1993年9月1日：由城巴取代中巴經營本線，改為全空調服務。
- 1994年6月17日：繞經舂坎角的班次加經馬坑。
- 2000年2月28日：繞經舂坎角的班次改經環角道及佳美道，不經赤柱峽道。
- 2004年11月8日：配合城巴、新巴重組旗下赤柱路線：
  - 此線增設馬坑往來中環之雙向分段收費，以取代新巴61線線於馬坑的服務；
  - 及增設與新巴14線的八達通轉乘優惠，以取代6A線於非繁忙時間及假日的服務。
- 2008年11月3日：晚間所有班次繞經舂坎角及馬坑，以配合新巴66線縮減服務時間至早上至黃昏。
- 2012年9月17日：配合新巴及城巴重組赤柱部份巴士路線及新巴66線縮減服務時間至星期一至五繁忙時間行走，以下時段之班次，來回程繞經赤柱廣場巴士總站及馬坑邨（不經舂磡角）：[1]
  - 星期一至五：中環開出0900-1510／赤柱開出0900-1500
  - 星期六及假日：中環及赤柱開出0820-1930
- 2018年5月28日：增設實時抵站時間查詢服務。[2]
- 2018年6月10日：除深宵及清晨時段部分由赤柱開出之班次外，赤柱總站由赤柱監獄遷往赤柱村，往赤柱村方向繞經赤柱監獄。[3]惟官方網資料於5月28日已作出如此更新。

## 服務時間及班次
| 中環（交易廣場）開 | 中環（交易廣場）開  | 中環（交易廣場）開  | 赤柱市集開       | 赤柱市集開                 | 赤柱市集開                 |
| 日期               | 服務時間            | 班次（分鐘）        | 日期             | 服務時間                   | 班次（分鐘）               |
| ------------------ | ------------------- | ------------------- | ---------------- | -------------------------- | -------------------------- |
| 星期一至五         | 06:00、06:17、06:30 | 06:00、06:17、06:30 | 星期一至五       | 06:02-07:02                | 15                         |
| 星期一至五         | 06:45、06:55、07:07 | 06:45、06:55、07:07 | 星期一至五       | 07:12、07:32、07:45        | 07:12、07:32、07:45        |
| 星期一至五         | 07:17、07:32、07:46 | 07:17、07:32、07:46 | 星期一至五       | 08:05、08:17、08:37        | 08:05、08:17、08:37        |
| 星期一至五         | 07:58、08:13、08:24 | 07:58、08:13、08:24 | 星期一至五       | 09:00-09:45                | 15                         |
| 星期一至五         | 08:38、08:53、09:00 | 08:38、08:53、09:00 | 星期一至五       | 09:58、10:12、10:27        | 09:58、10:12、10:27        |
| 星期一至五         | 09:15、09:25、09:40 | 09:15、09:25、09:40 | 星期一至五       | 10:42-14:42                | 20                         |
| 星期一至五         | 09:55-15:35         | 20                  | 星期一至五       | 15:00                      | 15:00                      |
| 星期一至五         | 15:50               | 15:50               | 星期一至五       | 15:23-16:23                | 20                         |
| 星期一至五         | 16:10-19:10         | 20                  | 星期一至五       | 16:38                      | 16:38                      |
| 星期一至五         | 19:22、19:37、19:52 | 19:22、19:37、19:52 | 星期一至五       | 16:50-17:30                | 10                         |
| 星期一至五         | 20:10-00:30         | 20                  | 星期一至五       | 17:42                      | 17:42                      |
| 星期一至五         | 01:00               | 01:00               | 星期一至五       | 17:57-18:57                | 15                         |
|                    |                     |                     | 星期一至五       | 19:14、19:32               |                            |
| 19:50-23:50        | 20                  |                     | 星期一至五       |                            |                            |
| 00:05              |                     |                     | 星期一至五       |                            |                            |
| 星期六             | 06:00、06:17、06:30 | 06:00、06:17、06:30 | 星期六           | 06:02、06:17、06:32        | 06:02、06:17、06:32        |
| 星期六             | 06:45、06:55、07:05 | 06:45、06:55、07:05 | 星期六           | 06:45-08:05                | 20                         |
| 星期六             | 07:17、07:34、07:45 | 07:17、07:34、07:45 | 星期六           | 08:20、08:35、08:49        | 08:20、08:35、08:49        |
| 星期六             | 07:56、08:07、08:20 | 07:56、08:07、08:20 | 星期六           | 09:06-10:06                | 12                         |
| 星期六             | 08:32、08:42、08:54 | 08:32、08:42、08:54 | 星期六           | 10:06-11:51                | 15                         |
| 星期六             | 09:07-11:22         | 15                  | 星期六           | 12:01、12:11、12:24        | 12:01、12:11、12:24        |
| 星期六             | 11:36、11:45        | 11:36、11:45        | 星期六           | 12:39、12:53               | 12:39、12:53               |
| 星期六             | 12:00-19:12         | 12                  | 星期六           | 12:58-18:22                | 12                         |
| 星期六             | 19:27               | 19:27               | 星期六           | 18:30、18:45、18:59        | 18:30、18:45、18:59        |
| 星期六             | 19:40-23:00         | 20                  | 星期六           | 19:14、19:35               | 19:14、19:35               |
| 星期六             | 23:15               | 23:15               | 星期六           | 19:50-23:50                | 20                         |
| 星期六             | 23:30-00:30         | 20                  | 星期六           | 00:05                      | 00:05                      |
| 星期六             | 01:00               |                     |                  |                            |                            |
| 星期日及公眾假期   | 06:00               | 06:00               | 星期日及公眾假期 | 06:02、06:17、06:27        | 06:02、06:17、06:27        |
| 星期日及公眾假期   | 06:20-07:05         | 15                  | 星期日及公眾假期 | 06:34、06:45               | 06:34、06:45               |
| 星期日及公眾假期   | 07:07-08:05         | 20                  | 星期日及公眾假期 | 07:00-09:00                | 12                         |
| 星期日及公眾假期   | 08:05-08:50         | 15                  | 星期日及公眾假期 | 09:10、09:25、09:40        | 09:10、09:25、09:40        |
| 星期日及公眾假期   | 09:03、09:17        | 09:03、09:17        | 星期日及公眾假期 | 09:58、10:08、10:25        | 09:58、10:08、10:25        |
| 星期日及公眾假期   | 09:27-17:57         | 9/9/12              | 星期日及公眾假期 | 10:38、10:47               | 10:38、10:47               |
| 星期日及公眾假期   | 17:57-18:29         | 8                   | 星期日及公眾假期 | 10:56-18:56                | 11/9/10/12/9/9             |
| 星期日及公眾假期   | 18:39、18:48、18:58 | 18:39、18:48、18:58 | 星期日及公眾假期 | 19:12、19:28、19:45、19:55 | 19:12、19:28、19:45、19:55 |
| 星期日及公眾假期   | 19:10、19:25、19:35 | 19:10、19:25、19:35 | 星期日及公眾假期 | 20:10-23:50                | 20                         |
| 星期日及公眾假期   | 19:48-21:00         | 12                  | 星期日及公眾假期 | 00:05                      | 00:05                      |
| 星期日及公眾假期   | 21:00-23:00         | 20                  |                  |                            |                            |
| 星期日及公眾假期   | 23:15               |                     |                  |                            |                            |
| 星期日及公眾假期   | 23:30-00:30         | 20                  |                  |                            |                            |
| 星期日及公眾假期   | 01:00               |                     |                  |                            |                            |

註：
1. 每日06:17及19:30後由赤柱開出的班次，06:55及19:30後由中環開出的班次，將改經馬坑及舂坎角，不經舂磡角道以東的一段赤柱峽道。
2. 逢星期一至五09:00-15:00開出的班次，及星期六、日及公眾假期06:45-19:30開出的班次，將繞經馬坑（經赤柱峽道，不經舂坎角）。

## 收費
全程：$9.8
中環（交易廣場）開
| 落車站＼上車站     | 東山臺 或之前 | 淺水灣海灘 或之前 | 馬坑 或之前 | 赤柱市集 或之前 |
| ------------------ | ------------- | ----------------- | ----------- | --------------- |
| 中環（交易廣場）起 | $5.9^         | $6.9^             | $9.5^       | $10.4           |
| 淺水灣海灘起       | 不適用        | $5.9              | $5.9        |                 |
| 赤柱村起           | 不適用        | $3.5              |             |                 |

- 有 ^ 之收費必須以八達通卡繳付，並須於下車前再次確認八達通卡方可享有此優惠。

赤柱開
| 落車站＼上車站 | 赤柱村 或之前 | 淺水灣海灘 或之前 | 中環（交易廣場） 或之前 |
| -------------- | ------------- | ----------------- | ----------------------- |
| 赤柱監獄起     | $3.5^         | $5.9^             | 10.4                    |
| 馬坑起         | 不適用        | $5.9^             | $9.5                    |
| 淺水灣海灘起   | 不適用        | $6.9              |                         |
| 寶雲道起       | 不適用        | $5.9              |                         |
| 香港華仁書院起 | 不適用        | $4.2              |                         |

- 有 ^ 之收費必須以八達通卡繳付，並須於下車前再次確認八達通卡方可享有此優惠。

| - 本線設有12歲以下小童及65歲或以上長者半價優惠。 - 65歲或以上香港居民使用「樂悠咭」，以及12歲以下合資格殘疾兒童使用「殘疾人士身份」個人八達通繳付車資，均可享有每程$2.0或半價（以較低者為準）的票價優惠；12至64歲合資格殘疾人士使用「殘疾人士身份」個人八達通（包括「樂悠咭」），以及60至64歲香港居民使用「樂悠咭」繳付車資，均可享有每程$2.0或全費（以較低者為準）的票價優惠。 - 65歲或以上長者如使用長者或一般個人八達通繳付車資，則只可享有半價優惠；12至64歲合資格殘疾人士如不使用「殘疾人士身份」個人八達通，以及60至64歲人士如不使用「樂悠咭」繳付車資，必須繳付全費。 - 乘客可以現金或八達通於上車時付款，不設找續。 - 每位成人乘客可免費攜帶最多兩名4歲以下而不佔座位的兒童乘客乘車，超額之4歲以下小童必須繳付小童車費乘車。 - 九龍巴士、城巴及龍運巴士全職員工及家屬（不包括外判職員）可免費乘搭本路線，惟必須拍職員或職員家屬八達通。 - 乘客亦可使用AlipayHK「易乘碼」、支付寶、WeChatHK／微信支付「搭車碼」、銀聯雲閃付「乘車碼」及BOC Pay「乘車碼」、具有感應式支付功能的VISA、Mastercard及銀聯卡，以及Apple Pay、Google Pay及Samsung Pay流動支付平台繳付車資。使用此支付方式的乘客可享有中途下車之分段收費，以及與其他城巴獨營路線或聯營線城巴班次之轉乘優惠，惟不適用於與非城巴路線之轉乘優惠。乘客亦不能享有「公共交通費用補貼計劃」及「長者及合資格殘疾人士公共交通票價優惠計劃」。 |

### 赤柱監獄／東頭灣道往中環特別安排
於赤柱監獄及聖士提反書院登上上述三條路線之乘客可在赤柱村巴士總站用同一張八達通卡登上此路線、6X或260往中環（交易廣場）方向即將開出之班次，首程所付全程車費可獲全數回贈（須待車長調校八達通收費器取消往赤柱村分段收費後方為適用）；由於赤柱監獄往赤柱村設有八達通雙向分段收費，如乘客享用該分段收費，於赤柱村登車時便須繳付第二程之全程車費。
是項優惠不適用於以現金繳費之乘客，有關乘客需繳付兩程之全程車費。

### 八達通轉乘優惠
乘客登上本線後指定時間內以同一張八達通卡轉乘以下路線，或從以下路線登車後指定時間內以同一張八達通卡轉乘本線，次程可獲車資折扣優惠：
6←→14，轉乘時限為90分鐘
- 6往赤柱（淺水灣前登車） → 14往赤柱炮台，次程可獲$2.9折扣優惠
- 6往赤柱（淺水灣或之後登車） → 14往赤柱炮台，次程車資全免
- 14往嘉亨灣 → 6往中環，次程可獲$3.1折扣優惠，祇適用於由赤柱炮台至赤柱警署沿途各站登上14線的乘客，且乘客首程下車時必須再次拍卡確認，方可享有優惠

6←→15，轉乘時限為90分鐘
- 6往中環 → 15往山頂，回贈首程車資
- 15往中環 → 6往赤柱，次程車資全免，祇適用於灣仔峽道前登上首程車的乘客

6←→A11
- 6往中環 → A11往機場，回贈首程車資，轉乘時限為90分鐘
- A11往北角碼頭 → 6往赤柱，次程車資全免，轉乘時限為120分鐘

## 用車
本線由於受到沿線狹窄多彎的路面所限制，一直只能使用短身雙層巴士，包括利蘭／富豪奧林比安10.4米（2XX）及丹尼士巨龍10.3米（7XX），及至該等巴士年事已高需要退役，城巴於2010年11月訂購38部配置歐盟五型環保引擎的亞歷山大丹尼士Enviro 400雙軸雙層低地台空調巴士（7002-7039），於珠海廣通車廠裝嵌，於2011年7月起陸續抵港，並於同年10月起開始在本路線及其他行走赤柱的城巴路線上服役。城巴其後加訂的20部同款巴士（7040-7059）亦於2013年2月起陸續加入本線及其他赤柱路線服役，車頭頭燈組件改為紅色，亦跟九巴量產型Enviro 400一樣加上一對LED小燈。
根據2011年度的巴士路線發展計劃2011-2012年度中西區巴士路線發展計劃中顯示，城巴每日派出8輛雙層空調巴士行走本線。
此線現時只能使用亞歷山大丹尼士Enviro 400（7000-7059）行走。

## 行車路線
中環（交易廣場）開經：干諾道中、夏慤道、紅棉路支路、金鐘道、皇后大道東、司徒拔道、黃泥涌峽道、淺水灣道、赤柱峽道、＠（赤柱村道、佳美道、馬坑邨公共運輸交匯處、佳美道、環角道、迴旋處、環角道、佳美道）、＃（舂磡角道、舂坎角巴士總站、舂磡角道、環角道、佳美道、馬坑邨公共運輸交匯處、佳美道）赤柱村道、東頭灣道及赤柱村道。
＃星期一至五06:55及每日19:30後由中環往赤柱方向的班次改經馬坑及舂坎角，不經赤柱峽道。
＠星期一至五09:00-15:15／星期六及假日07:20-19:30由中環往赤柱方向的班次改經馬坑（不經舂坎角）。
赤柱市集開經：赤柱灘道、赤柱村道、＠（佳美道、馬坑邨公共運輸交匯處、佳美道、環角道、迴旋處、環角道、佳美道、赤柱村道）、＃（佳美道、馬坑邨公共運輸交匯處、佳美道、環角道、舂磡角道、舂坎角巴士總站、舂磡角道）、赤柱峽道、淺水灣道、黃泥涌峽道、司徒拔道、皇后大道東、金鐘道、皇后大道中、畢打街、康樂廣場及港景街。
＃每日06:15及19:30後由赤柱往中環方向的班次改經馬坑及舂坎角，不經赤柱峽道。
＠星期一至五09:00-15:00／星期六及假日06:45-19:30赤柱往中環方向的班次改經馬坑（不經舂坎角）。

### 沿線車站
| 中環（交易廣場）開 | 中環（交易廣場）開 | 中環（交易廣場）開       | 赤柱市集開 | 赤柱市集開       | 赤柱市集開               |
| 序號               | 車站名稱           | 位置                     | 序號       | 車站名稱         | 位置                     |
| ------------------ | ------------------ | ------------------------ | ---------- | ---------------- | ------------------------ |
| 1                  | 中環（交易廣場）   | 中環（交易廣場）巴士總站 | 1          | 赤柱村           | 赤柱村巴士總站           |
| 2                  | 大會堂             | 干諾道中                 | ＠＃       | 赤柱廣場         | 馬坑邨公共運輸交匯處     |
| 3                  | 金鐘站             | 金鐘道                   | ＠＃       | 馬坑邨駿馬樓     | 環角道                   |
| 4                  | 太古廣場三座       | 皇后大道東               | ＠＃       | 馬坑邨觀馬樓     | 環角道                   |
| 5                  | 聯發街             | 皇后大道東               | ＃         | 觀音廟           | 環角道                   |
| 6                  | 廈門街             | 皇后大道東               | ＃         | 柏濤小築         | 環角道                   |
| 7                  | 尚翹峰             | 皇后大道東               | ＃         | 環角徑           | 環角道                   |
| 8                  | 聖若瑟小學         | 皇后大道東               | ＃         | 舂坎角海灘       | 舂磡角道                 |
| 9                  | 肇輝臺             | 司徒拔道                 | ＃         | 舂磡角道72號     | 舂磡角道                 |
| 10                 | 司徒拔道休憩處     | 司徒拔道                 | ＃         | 海天徑           | 舂磡角道                 |
| 11                 | 東山臺             | 司徒拔道                 | ＃         | 舂坎角消防局     | 舂磡角道                 |
| 12                 | 大坑道             | 黃泥涌峽道               | ＃         | 舂磡角道11號     | 舂磡角道                 |
| 13                 | 香港網球中心       | 黃泥涌峽道               | 2*         | 赤柱崗道         | 赤柱村道                 |
| 14                 | 黃泥涌水塘公園     | 黃泥涌峽道               | 3*         | 赤柱灘道         | 赤柱村道                 |
| 15                 | 聚豪居             | 淺水灣道                 | 4*         | 赤柱峽道交匯處   | 赤柱峽道                 |
| 16                 | 南山別墅           | 淺水灣道                 | 5*         | 赤柱峽道         | 赤柱峽道                 |
| 17                 | 曼克頓大廈         | 淺水灣道                 | 6＊        | 衛奕信徑         | 赤柱峽道                 |
| 18                 | 怡峰               | 淺水灣道                 | 7          | 赫蘭道           | 淺水灣道                 |
| 19                 | 麗景道             | 淺水灣道                 | 8          | 淺水灣道102號    | 淺水灣道                 |
| 20                 | 淺水灣海灘         | 淺水灣道                 | 9          | 淺水灣道90號     | 淺水灣道                 |
| 21                 | 保華大廈           | 淺水灣道                 | 10         | 淺水灣別墅       | 淺水灣道                 |
| 22                 | 淺水灣道127號      | 淺水灣道                 | 11         | 淺水灣海灘       | 淺水灣道                 |
| 23                 | 赫蘭道             | 淺水灣道                 | 12         | 麗景道           | 淺水灣道                 |
| 24*                | 舂磡角道           | 赤柱峽道                 | 13         | 怡峰             | 淺水灣道                 |
| 25*                | 衛奕信徑           | 赤柱峽道                 | 14         | 曼克頓大廈       | 淺水灣道                 |
| 26*                | 赤柱峽道           | 赤柱峽道                 | 15         | 明慧園           | 淺水灣道                 |
| 27*                | 赤柱崗抽水站       | 赤柱峽道                 | 16         | 南山別墅         | 淺水灣道                 |
| 28*                | 赤柱峽道交匯處     | 赤柱峽道                 | 17         | 淺水灣道16號     | 淺水灣道                 |
| 29*                | 旭逸居             | 赤柱村道                 | 18         | 蔚峰園           | 淺水灣道                 |
| 30*                | 海灣園             | 赤柱村道                 | 19         | 大潭水塘道       | 黃泥涌峽道               |
| ＃                 | 舂磡角道11號       | 舂磡角道                 | 20         | 香港網球中心     | 黃泥涌峽道               |
| ＃                 | 舂坎角消防局       | 舂磡角道                 | 21         | 怡園             | 黃泥涌峽道               |
| ＃                 | 環角道             | 舂磡角道                 | 22         | 寶雲道           | 司徒拔道                 |
| ＃                 | 舂磡角道72號       | 舂磡角道                 | 23         | 紀園             | 司徒拔道                 |
| ＃                 | 舂坎角海灘         | 舂磡角道                 | 24         | 東山臺           | 司徒拔道                 |
| ＃                 | 環角徑             | 環角道                   | 25         | 司徒拔道花園     | 司徒拔道                 |
| ＃                 | 觀音廟             | 環角道                   | 26         | 肇輝臺           | 司徒拔道                 |
| ＃                 | 龍欣苑龍騰閣       | 環角道                   | 27         | 香港華仁書院     | 皇后大道東               |
| ＃                 | 馬坑邨駿馬樓       | 環角道                   | 28         | 胡忠大廈         | 皇后大道東               |
| ＃                 | 赤柱廣場           | 馬坑邨公共運輸交匯處     | 29         | 聯發街           | 皇后大道東               |
| ＠                 | 赤柱廣場           | 馬坑邨公共運輸交匯處     | 30         | 太古廣場三座     | 皇后大道東               |
| ＠                 | 龍欣苑龍騰閣       | 環角道                   | 31         | 太古廣場         | 金鐘道                   |
| ＠                 | 馬坑邨駿馬樓       | 環角道                   | 32         | 長江集團中心     | 皇后大道中               |
| 31                 | 赤柱村             | 赤柱村道                 | 33         | 畢打街           | 畢打街                   |
| 32                 | 香港航海學校       | 東頭灣道                 | 34         | 中環（交易廣場） | 中環（交易廣場）巴士總站 |
| 33                 | 聖士提反書院       | 東頭灣道                 |            |                  |                          |
| 34                 | 赤柱監獄           | 東頭灣道                 |            |                  |                          |
| 35                 | 聖士提反書院       | 東頭灣道                 |            |                  |                          |
| 36                 | 赤柱村             | 赤柱村巴士總站           |            |                  |                          |

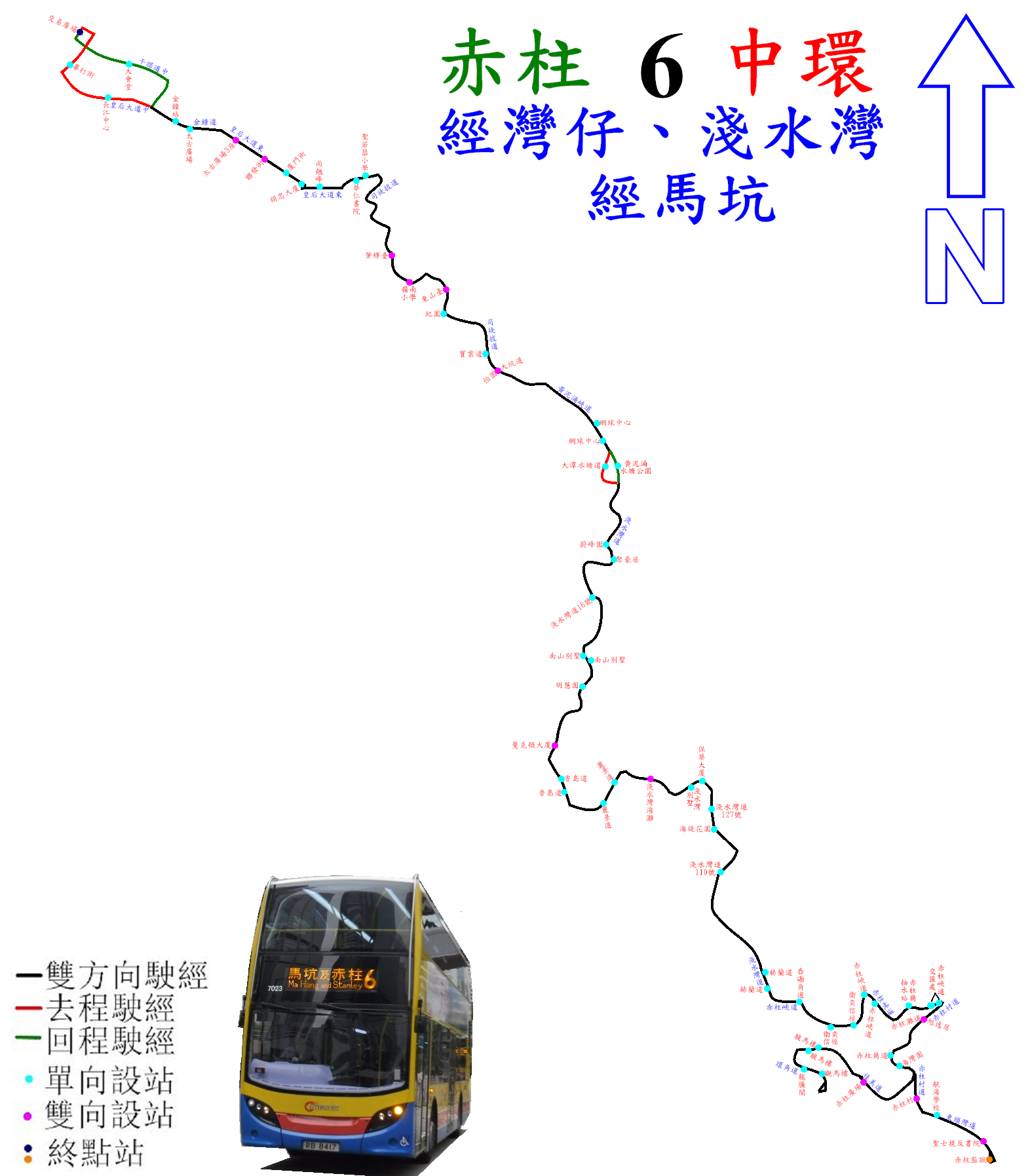
此線常規班次的走線圖

- 每日06:55及19:30後從中環開出的班次改經舂坎角及馬坑，不停註*車站，並改經註＃車站；星期一至五09:00-15:10／星期六及假日08:20-19:30由從中環開出的班次改經馬坑，並改經註＠車站。
- 每日06:15及19:30後從赤柱監獄開出的班次改經馬坑及舂坎角，不停註*車站，並改經註＃車站；星期一至五09:00-15:00／星期六及假日08:20-19:30由從赤柱監獄開出的班次改經馬坑，並改經註＠車站。

## 使用狀況
6號是港島其中一條主要旅遊路線，途徑多個港島南區的主要泳灘，所以在適合游泳的季節，本線在假日的客量很高。本線與後來開辦的6X最大不同之處，是本線使用傳統路線黃泥涌峽道進出港島北岸及港島南區，至於6X則取道香港仔隧道，所以6X的車程較快，而本線因為行經須要攀斜及曲折的山路，因此車程較長，但本線能夠服務黃泥涌一帶的民居，而且收費較低，所以客量依然穩定。

## 外部連結
- 城巴6號線官方資料 （页面存档备份，存于）
- 城巴6號線路線圖 （页面存档备份，存于）
- 城巴6號線官方時間表 （页面存档备份，存于）
- 城巴6號線特別班次官方資料 （页面存档备份，存于）